# سنگ‌نوردی داخل سالن

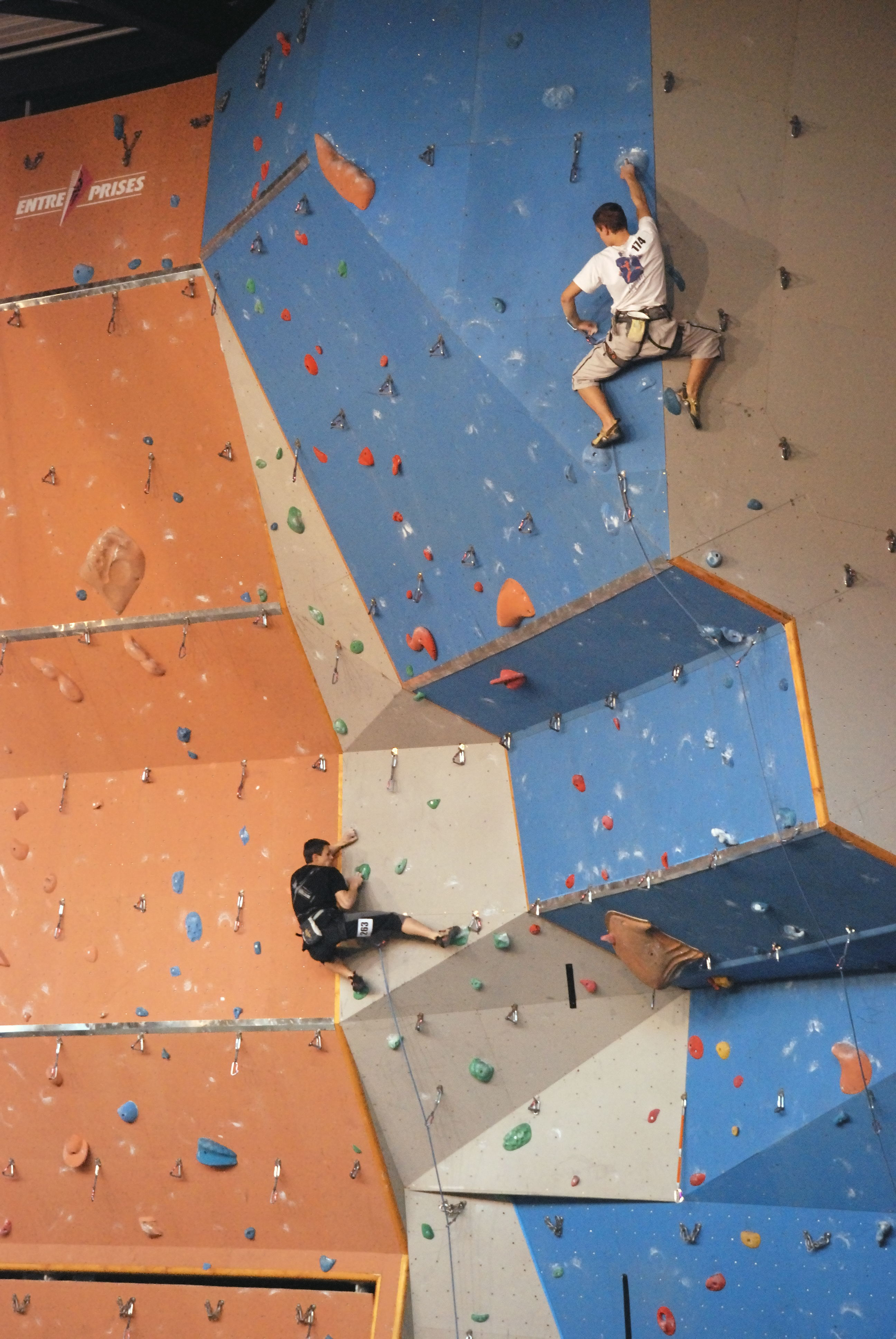

سنگ‌نوردی داخل سالن، گونه‌ای از سنگ‌نوردی است که در آن از سازه‌های مصنوعی برای کسب تجربه در زمینهٔ سنگ‌نوردی در طبیعت استفاده می‌شود. نخستین سالن ورزشی سنگ‌نوردی، در ۱۹۸۷ در سیاتل، واشینگتن با نام باشگاه ورتیکال تأسیس شد.